# Đô đốc Bảo
Đô đốc Bảo (都督保) tên thật Đặng Xuân Bảo (鄧春保; ?-1802), danh tướng nhà Tây Sơn, chỉ huy một trong 5 cánh quân đại phá quân Mãn Thanh, năm Kỷ Dậu (1789).
Trong Tây Sơn lương tướng ngoại truyện - Nguyên Trọng Trì có câu viết về Đô Đốc Bảo như sau: "Bảo ít đọc sách nhưng rất trung liệt và giàu mưu lược hơn người. Ông thường dùng đức để trị nên ai cũng theo"
Đặng Xuân Bảo quê quán ở đâu và sinh năm nào hiện không rõ. Trong sử sách có ghi rõ Đặng Xuân Bảo là bạn thân thiết của vua Quang Trung Nguyễn Huệ.
Năm 1789 trong chiến dịch đại phá 29 vạn quân Thanh, Đô Đốc Bảo nắm Hữu quân (Quang Trung Nguyễn Huệ chia toàn bộ lực lượng của mình thành 5 doanh hay 5 quân: Tả quân, Hữu quân, Tiền quân, Hậu quân và Trung quân) chủ yếu là tượng binh và kỵ binh.
Tượng binh của quân Tây Sơn được trang bị đại bác hạng nhẹ trên lưng voi, bên trên bành voi ngoài nài voi còn được bổ sung binh lính có trang bị quân cung nỏ, súng và súng hỏa mai. Do vậy quân tượng binh của quân Tây Sơn rất lợi hại có thể ví như đó là cỗ xe tăng thời bấy giờ.
Kỵ binh Tây Sơn được trang bị rất gọn nhẹ, giáo dài, súng, súng hỏa mai và trường kiếm. Kỵ binh được trang bị giáp nhẹ nên có thể nói độ năng động và linh hoạt của kỵ binh Tây Sơn là rất cao.
Theo kế hoạch của Quang Trung Nguyễn Huệ, từ Tam Điệp, đạo quân do Đô đốc Bảo chỉ huy có nhiệm vụ băng qua Sơn Minh (nay thuộc Ứng Hòa, Hà Nội) rồi tiến thẳng ra Đại Áng (nay thuộc Thường Tín, Hà Nội). Như vậy, ngoài thủy binh xuất phát ở Biện Sơn, toàn bộ tượng binh, kỵ binh và bộ binh xuất phát từ Tam Điệp được chia làm 3 đạo khác nhau, Đô đốc Bảo ở giữa, Quang Trung Nguyễn Huệ ở mạn phía Đông, bên phải, còn Đô đốc Long ở mạn phía Tây, bên trái, áp sát thành Thăng Long - Hà Nội.
Trong trận quyết chiến chiến lược Ngọc Hồi - Đống Đa, đạo quân do Đô đốc Bảo chỉ huy đã trực tiếp tham gia và góp phần quan trọng vào cuộc tấn công đồn Ngọc Hồi, đồng thời chặn đánh quân giặc thua trận từ Ngọc Hồi chạy đến vùng Đầm Mực (nay thuộc Quỳnh Đô, Thanh Trì, Hà Nội) tiêu diệt một bộ phận sinh lực của giặc, đồng thời, làm tê liệt ý chí chiến đấu của chúng.
Đô Đốc Bảo là một trong những tướng lĩnh cao cấp nhất trong hàng ngũ triều đình Tây Sơn. Ông được vua Quang Trung - Nguyễn Huệ phong tới chức Đại Đô Đốc.
Thời vua Quang Toản, Ông được phong là Bình Đông Tướng Quân. Ông đi đến đâu là trật tự xã hội ở đó được nhanh chóng thiết lập và củng cố. Đời vẫn khen ông là tướng giàu uy đức.
Đặng Xuân Bảo là một trong những người quyết chí đánh trả Nguyễn Phúc Ánh. Trong một trận đánh với quân Nguyễn ở Thanh Hóa vào năm 1802 ông bị bắt. Đô đốc Đặng Xuân Bảo tuyệt thực 5 ngày rồi hi sinh.